# Ctenomys sylvanus
Ctenomys sylvanus là một loài động vật có vú trong họ Ctenomyidae, bộ Gặm nhấm. Loài này được Thomas mô tả năm 1919.